# Deutschtum

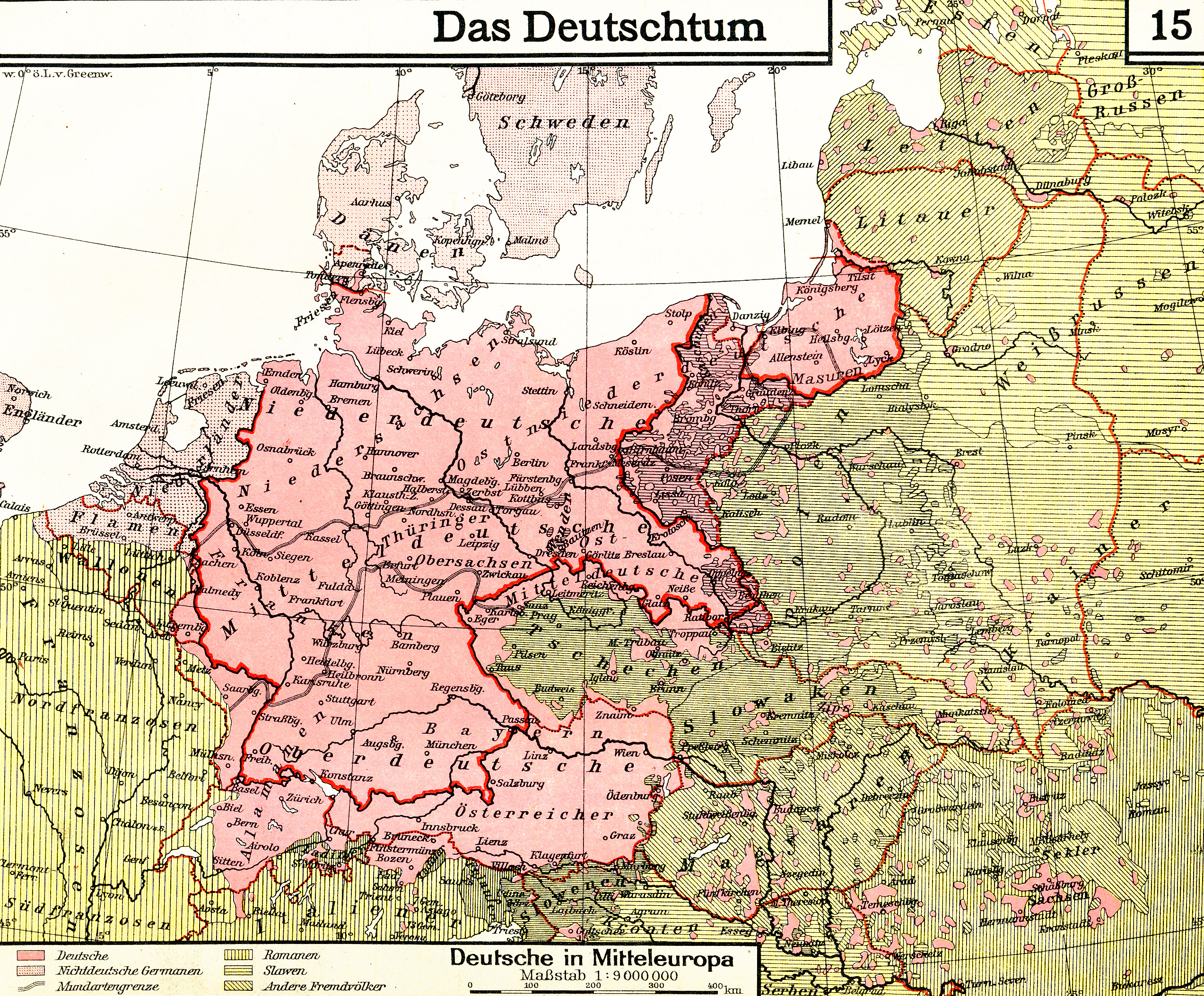
Mappa che rappresenta i territori abitati dai tedeschi in Europa durante il periodo tra le due guerre mondiali (c. 1930).

Col termine Deutschtum (AFI: ˈdɔʏtʃtuːm) si definisce ciò che  in lingua tedesca significa "germanicità". Storiograficamente il termine è utilizzato per rimarcare lo spirito ed il carattere del popolo tedesco, o l'appartenenza al popolo germanico o più in generale ai gruppi etnici tedeschi residenti in paesi stranieri.
Il concetto romantico di Deutschtum è risultato essere una componente fondamentale per il nazionalismo tedesco assieme al concetto di Volk (popolo) e Gemeinschaft (comunità) che vennero poi estremizzati durante il Terzo Reich nazista.